# Hoploscopa metacrossa
Hoploscopa metacrossa là một loài bướm đêm trong họ Crambidae.